# Myotis siligorensis
Myotis siligorensis är en fladdermusart som först beskrevs av Thomas Horsfield 1855.  Myotis siligorensis ingår i släktet Myotis och familjen läderlappar. IUCN kategoriserar arten globalt som livskraftig. Inga underarter finns listade i Catalogue of Life. Wilson & Reeder (2005) skiljer mellan fyra underarter.
Arten når en kroppslängd (huvud och bål) av 40 till 41 mm, en svanslängd av 25 till 38 mm och den har 31 till 36 mm långa underarmar. Bakfötterna är 6 till 8 mm långa och öronen är 8 till 13 mm stora. På ovansidan förekommer mörkgrå päls och undersidans päls är mörk gråbrun till svart (liksom hos en mullvad). Den lilla premolaren i överkäken finns bara rudimentärt. Den sista premolaren i underkäken är däremot lång och nästan av samma storlek som hörntanden.
Denna fladdermus förekommer med flera från varandra skilda populationer i södra och sydöstra Asien från Nepal i väst till sydöstra Kina, södra Malackahalvön och norra Borneo. Den lever i bergstrakter mellan 910 och 2770 meter över havet. Habitatet utgörs av olika slags skogar och dessutom besöks kulturlandskap.
Individerna vilar i grottor, i bergssprickor eller i byggnader som sällan används av människor. De bildar kolonier som kan ha upp till 1200 medlemmar. Jakten sker ofta över vattendrag eller högt över marken. Arten är främst aktiv under skymningen och gryningen.